# تشارلز س. جونسون
تشارلز س. جونسون (بالإنجليزية: Chuck Johnson)‏ هو صحفي أمريكي، ولد في 22 أكتوبر 1988 في الولايات المتحدة.